# Avenida Hebe Camargo
A Avenida Hebe Camargo é uma via da cidade de São Paulo que liga os bairros de Paraisópolis e Panamby, ambos no distrito de Vila Andrade, zona sul da capital paulista. 

## História
No início ela era um trecho da antiga Avenida Itapaiuna elaborada na gestão de Paulo Maluf no início da década de 1980, que teve a obra suspensa porque haveria uma grande remoção de habitações de baixa renda e continuada pela gestão de Gilberto Kassab, que terá 1470 metros dos quais 840 já estão completos.
Anteriormente a avenida se chamava Perimetral, porém Gilberto Kassab assinou um decreto para renomear a avenida e o teatro do CEU Paraisópolis para homenagear Hebe Camargo.